# Richard Murphy
Richard Murphy (Sligo, Irlanda, 1785-Puerto Cabello, estado Carabobo, Venezuela, 1834) fue un médico militar que participó en los últimos cinco años de la guerra de Independencia de Venezuela. Su nombramiento como cirujano mayor fue firmado por Simón Bolívar. El Municipio Puerto Cabello erigió un monumento en los jardines del Hospital de Caridad.

## Biografía
Su doctorado en medicina lo recibió del Trinity College en Dublín. Se radicó en Venezuela en 1818. En 1819 participó en el asalto del fuerte de Agua Santa y en Angostura fue cirujano en el hospital para recibir su nombramiento el 26 de septiembre de 1819 firmado por El Libertador. En 1821 estuvo en la Batalla de Carabobo como cirujano del Estado Mayor General del Ejército republicano, luego en 1829 es nombrado Coronel por José Antonio Páez.
Cuando en 1830 Venezuela se separa de la Gran Colombia se radica en Puerto Cabello y ejerce la dirección del Hospital Militar por dos periodos. Consigue una licencia temporal como reconocimiento a su grado y se mudó a Valencia donde ejerció su profesión. José María Vargas lo propuso en el cargo de corresponsal de la Sociedad Médica de Caracas se regresa a Puerto Cabello como médico jefe del Hospital de Caridad.
- Datos: Q6108674